# اندرو برد (ورزشکار)
اندرو برد (انگلیسی: Andrew Bird؛ زادهٔ ۱۷ مارس ۱۹۶۷) اهل نیوزیلند است.
وی در مسابقات کشوری و بین‌المللی در مجموع برندهٔ ۱ مدال نقره، ۱ مدال برنز شده‌است.